# 浜松市立庄内小学校
浜松市立庄内小学校（はままつしりつ しょうないしょうがっこう）は、静岡県浜松市中央区にある市立小学校である。

## 概要
2014年、浜松市立北庄内小学校と浜松市立南庄内小学校の統合により創立された。浜松市立庄内中学校とともに施設一体型小中一貫校「庄内学園」を構成している。
庄内学園としては1年生から9年生まであり、中学1年生にあたる7年生からは、同じ庄内地区にある浜松市立村櫛小学校からの進学生も加わる。校舎は北館、中館、南館があり、1から4年生までが南館、5・6年生および中学3年生にあたる9年生は中館、中学1・2年生にあたる7・8年生は北館に教室がある。
庄内小学校の児童のうち、学校から自宅まで4km以上ある児童はスクールバス(村櫛は保護者の送迎)、4km以下の児童は徒歩による通学である。庄内中学校の生徒は自宅から2km以上ある生徒が自転車による通学である。

## 沿革
- 2014年4月1日 - 浜松市立北庄内小学校と浜松市立南庄内小学校の統合により浜松市立庄内小学校創立
- 2016年12月9日 -「静岡教弘教育研究実践論文学校部門」優良賞受賞
- 2017年1月28日 -「第15回トム・ソーヤ-スクール企画コンテスト」推奨モデル特別賞受賞
- 2018年10月12日 - 第50回ポットマム配送
- 2020年4月1日 - コミュニティ・スクール導入

（以上、令和2年度庄内学園学校経営書より）

## 学区
- 舘山寺町・協和町・呉松町・庄内町・庄和町・白洲町・平松町・深萩町[4]

## アクセス
- 浜松駅バスターミナル1のりばより、「30舘山寺温泉　村櫛行き（一部は浜名湖ｶﾞｰﾃﾞﾝﾊﾟｰｸ行き）」に乗車し、「庄内協働センター」バス停下車。